# Ernesto Costantino d'Assia-Philippsthal
Ernesto Costantino d'Assia-Philippsthal (Philippsthal, 8 agosto 1771 – Meiningen, 25 dicembre 1849) fu langravio d'Assia-Philippsthal dal 1816 al 1849.

## Biografia
Guglielmo era il figlio minore di Guglielmo d'Assia-Philippsthal e di sua moglie, Ulrica Eleonora d'Assia-Philippsthal-Barchfeld.
Sino al 1796 egli fu ufficiale nell'esercito olandese. Nel 1797 acquisì la famosa manifattura di porcellane di Volkstedt (un sobborgo di Rudolstadt), divenendo imprenditore ed abbandonando temporaneamente la carriera militare. Scopertosi inadatto alla conduzione degli affari, vendette l'attività due anni più tardi.
Dopo che nel 1806 i domini della sua casata vennero occupati dalle truppe napoleoniche ed annesse temporaneamente al Regno di Vestfalia, al contrario di suo padre che scelse l'esilio, egli rimase e nel 1808 divenne gran ciambellano di Girolamo Bonaparte, re di Vestfalia. Dopo la dissoluzione del regno di Vestfalia, assistette alla restaurazione di suo fratello Luigi al trono,  sancita dal congresso di Vienna. Nel 1816, succedette al fratello alla sua morte, non avendo questi avuto eredi e riprese contemporaneamente anche il servizio attivo nell'esercito olandese, ove venne nominato generale.

## Matrimonio e figli
Sposò il 10 aprile 1796 a Rudolstadt la principessa Luisa (1775-1808), figlia del principe Federico Carlo di Schwarzburg-Rudolstadt (1736-1793), dalla quale ebbe i seguenti figli:
- Federico Guglielmo (1797-1797)
- Ferdinando (1799-1837)
- Giorgio Gustavo (1801-1802)
- Carlo II (1803-1868), langravio d'Assia-Philippsthal, sposò nel 1845 la duchessa Maria di Württemberg (1818-1888)
- Francesco (1805-1861), creato barone di Falkener nel 1841, sposò nel 1841 morganaticamente, Mary Catharine Kohlmann (1819-1904)

Alla morte della prima moglie, si risposò il 17 febbraio 1812 a Kassel con sua nipote Carolina (1793-1872), figlia di suo fratello maggiore Carlo. Da questo matrimonio nacquero due figli:
- Vittoria (1812-1837)
- Guglielmo Edoardo (1817-1819)

## Ascendenza
|                                                            |                                        |                                             | Genitori                                             |  |  | Nonni |  |  | Bisnonni                        |  |  | Trisnonni                       |  |
|                                                            |                                        |                                             |                                                      |  |  |       |  |  | 8. Filippo d'Assia-Philippsthal |  |  | 16. Guglielmo VI d'Assia-Kassel |  |
|                                                            |                                        |                                             |                                                      |  |  |       |  |  | 8. Filippo d'Assia-Philippsthal |  |  | 16. Guglielmo VI d'Assia-Kassel |  |
|                                                            |                                        | 17. Edvige Sofia di Brandeburgo             |                                                      |  |  |       |  |  | 8. Filippo d'Assia-Philippsthal |  |  |                                 |  |
| 4. Carlo I d'Assia-Philippsthal                            |                                        |                                             |                                                      |  |  |       |  |  | 8. Filippo d'Assia-Philippsthal |  |  |                                 |  |
|                                                            |                                        | 9. Caterina Amalia di Solms-Laubach         | 18. Carlo Ottone di Solms-Laubach                    |  |  |       |  |  |                                 |  |  |                                 |  |
|                                                            |                                        | 9. Caterina Amalia di Solms-Laubach         | 18. Carlo Ottone di Solms-Laubach                    |  |  |       |  |  |                                 |  |  |                                 |  |
|                                                            |                                        | 9. Caterina Amalia di Solms-Laubach         | 19. Amoena Elisabetta di Bentheim-Tecklenburg        |  |  |       |  |  |                                 |  |  |                                 |  |
| 2. Guglielmo d'Assia-Philippsthal                          |                                        | 9. Caterina Amalia di Solms-Laubach         |                                                      |  |  |       |  |  |                                 |  |  |                                 |  |
|                                                            |                                        | 10. Giovanni Guglielmo di Sassonia-Eisenach | 20. Giovanni Giorgio I di Sassonia-Eisenach          |  |  |       |  |  |                                 |  |  |                                 |  |
|                                                            |                                        | 10. Giovanni Guglielmo di Sassonia-Eisenach | 20. Giovanni Giorgio I di Sassonia-Eisenach          |  |  |       |  |  |                                 |  |  |                                 |  |
|                                                            |                                        | 10. Giovanni Guglielmo di Sassonia-Eisenach | 21. Giovannetta di Sayn-Wittgenstein                 |  |  |       |  |  |                                 |  |  |                                 |  |
| 5. Carolina Cristina di Sassonia-Eisenach                  |                                        | 10. Giovanni Guglielmo di Sassonia-Eisenach |                                                      |  |  |       |  |  |                                 |  |  |                                 |  |
|                                                            |                                        | 11. Cristina Giuliana di Baden-Durlach      | 22. Carlo Gustavo di Baden-Durlach                   |  |  |       |  |  |                                 |  |  |                                 |  |
|                                                            |                                        | 11. Cristina Giuliana di Baden-Durlach      | 22. Carlo Gustavo di Baden-Durlach                   |  |  |       |  |  |                                 |  |  |                                 |  |
|                                                            |                                        | 11. Cristina Giuliana di Baden-Durlach      | 23. Anna Sofia di Brunswick-Wolfenbüttel             |  |  |       |  |  |                                 |  |  |                                 |  |
| 1. Ernesto Costantino d'Assia-Philippsthal                 |                                        | 11. Cristina Giuliana di Baden-Durlach      |                                                      |  |  |       |  |  |                                 |  |  |                                 |  |
|                                                            | 12. Filippo d'Assia-Philippsthal (= 8) | 24. Guglielmo VI d'Assia-Kassel (= 16)      |                                                      |  |  |       |  |  |                                 |  |  |                                 |  |
|                                                            | 12. Filippo d'Assia-Philippsthal (= 8) | 24. Guglielmo VI d'Assia-Kassel (= 16)      |                                                      |  |  |       |  |  |                                 |  |  |                                 |  |
|                                                            | 12. Filippo d'Assia-Philippsthal (= 8) | 25. Edvige Sofia di Brandeburgo (= 17)      |                                                      |  |  |       |  |  |                                 |  |  |                                 |  |
| 6. Guglielmo d'Assia-Philippsthal-Barchfeld                | 12. Filippo d'Assia-Philippsthal (= 8) |                                             |                                                      |  |  |       |  |  |                                 |  |  |                                 |  |
|                                                            |                                        | 13. Caterina Amalia di Solms-Laubach (= 9)  | 26. Carlo Ottone di Solms-Laubach (= 18)             |  |  |       |  |  |                                 |  |  |                                 |  |
|                                                            |                                        | 13. Caterina Amalia di Solms-Laubach (= 9)  | 26. Carlo Ottone di Solms-Laubach (= 18)             |  |  |       |  |  |                                 |  |  |                                 |  |
|                                                            |                                        | 13. Caterina Amalia di Solms-Laubach (= 9)  | 27. Amoena Elisabetta di Bentheim-Tecklenburg (= 19) |  |  |       |  |  |                                 |  |  |                                 |  |
| 3. Ulrica Eleonora d'Assia-Philippsthal-Barchfeld          |                                        | 13. Caterina Amalia di Solms-Laubach (= 9)  |                                                      |  |  |       |  |  |                                 |  |  |                                 |  |
|                                                            |                                        | 14. Lebrecht di Anhalt-Zeitz-Hoym           | 28. Vittorio Amedeo di Anhalt-Bernburg               |  |  |       |  |  |                                 |  |  |                                 |  |
|                                                            |                                        | 14. Lebrecht di Anhalt-Zeitz-Hoym           | 28. Vittorio Amedeo di Anhalt-Bernburg               |  |  |       |  |  |                                 |  |  |                                 |  |
|                                                            |                                        | 14. Lebrecht di Anhalt-Zeitz-Hoym           | 29. Elisabetta di Zweibrücken                        |  |  |       |  |  |                                 |  |  |                                 |  |
| 7. Carlotta Guglielmina di Anhalt-Bernburg-Schaumburg-Hoym |                                        | 14. Lebrecht di Anhalt-Zeitz-Hoym           |                                                      |  |  |       |  |  |                                 |  |  |                                 |  |
|                                                            |                                        | 15. Eberardina Giacoma di Weede             | 30. Giovanni Giorgio di Weede                        |  |  |       |  |  |                                 |  |  |                                 |  |
|                                                            |                                        | 15. Eberardina Giacoma di Weede             | 30. Giovanni Giorgio di Weede                        |  |  |       |  |  |                                 |  |  |                                 |  |
|                                                            |                                        | 15. Eberardina Giacoma di Weede             | 31. Agnese Margherita di Raesfeld                    |  |  |       |  |  |                                 |  |  |                                 |  |
|                                                            |                                        | 15. Eberardina Giacoma di Weede             |                                                      |  |  |       |  |  |                                 |  |  |                                 |  |